# New Braunfels
New Braunfels (deutsch Neu Braunfels) ist eine von deutschen Einwanderern begründete Stadt in Texas, Vereinigte Staaten. Im Jahre 2022 betrug die Stadtbevölkerung laut Schätzung des US-Census 104.707 Personen, verteilt auf 76,1 km². Die Stadt ist Verwaltungssitz des Comal County. Die Stadt hat einen beachtlichen deutsch-amerikanischen Bevölkerungsanteil.

## Geschichte
New Braunfels wurde nach dem Landkauf (500 Hektar) vom 18. März am 21. März 1845 im Auftrag des Vereins zum Schutze deutscher Einwanderer in Texas („Mainzer Adelsverein“) von dessen Generalkommissar Carl Prinz zu Solms-Braunfels gegründet. Sein Nachfolger im Amt, Otfried Hans Freiherr von Meusebach, gründete außerdem 1846 die Siedlung Fredericksburg (Friedrichsburg) im Gillespie County, benannt nach Friedrich Prinz von Preußen (1794–1863).

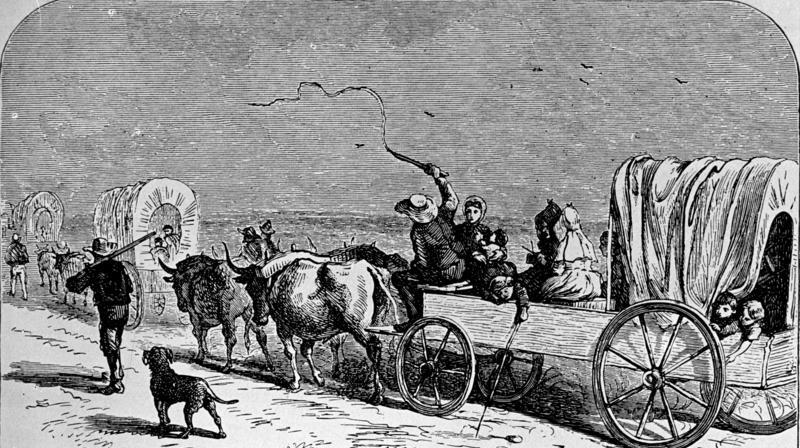
Deutsche Siedler auf dem Weg nach New Braunfels, 1844
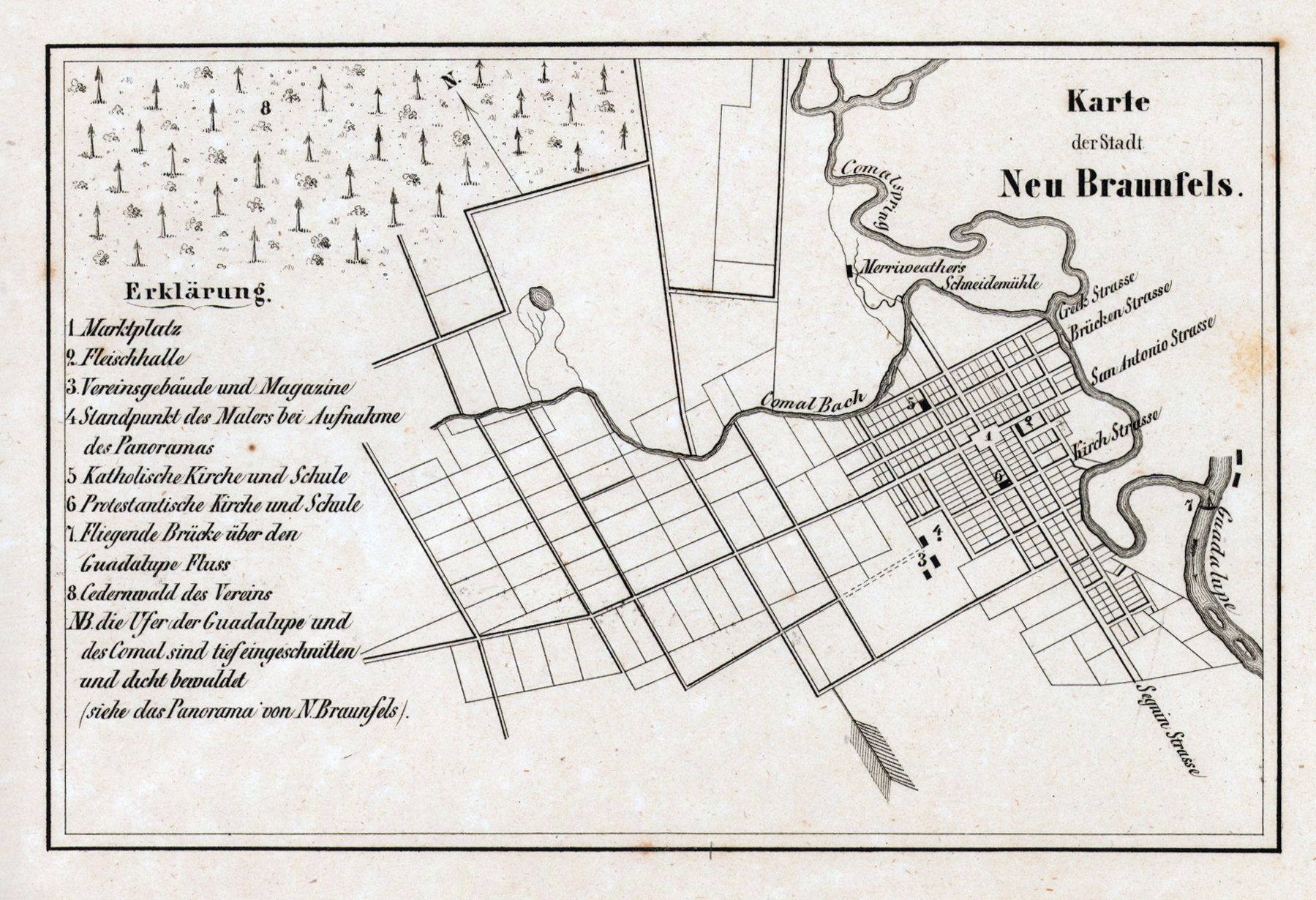
Karte der Stadt Neu Braunfels, 1851
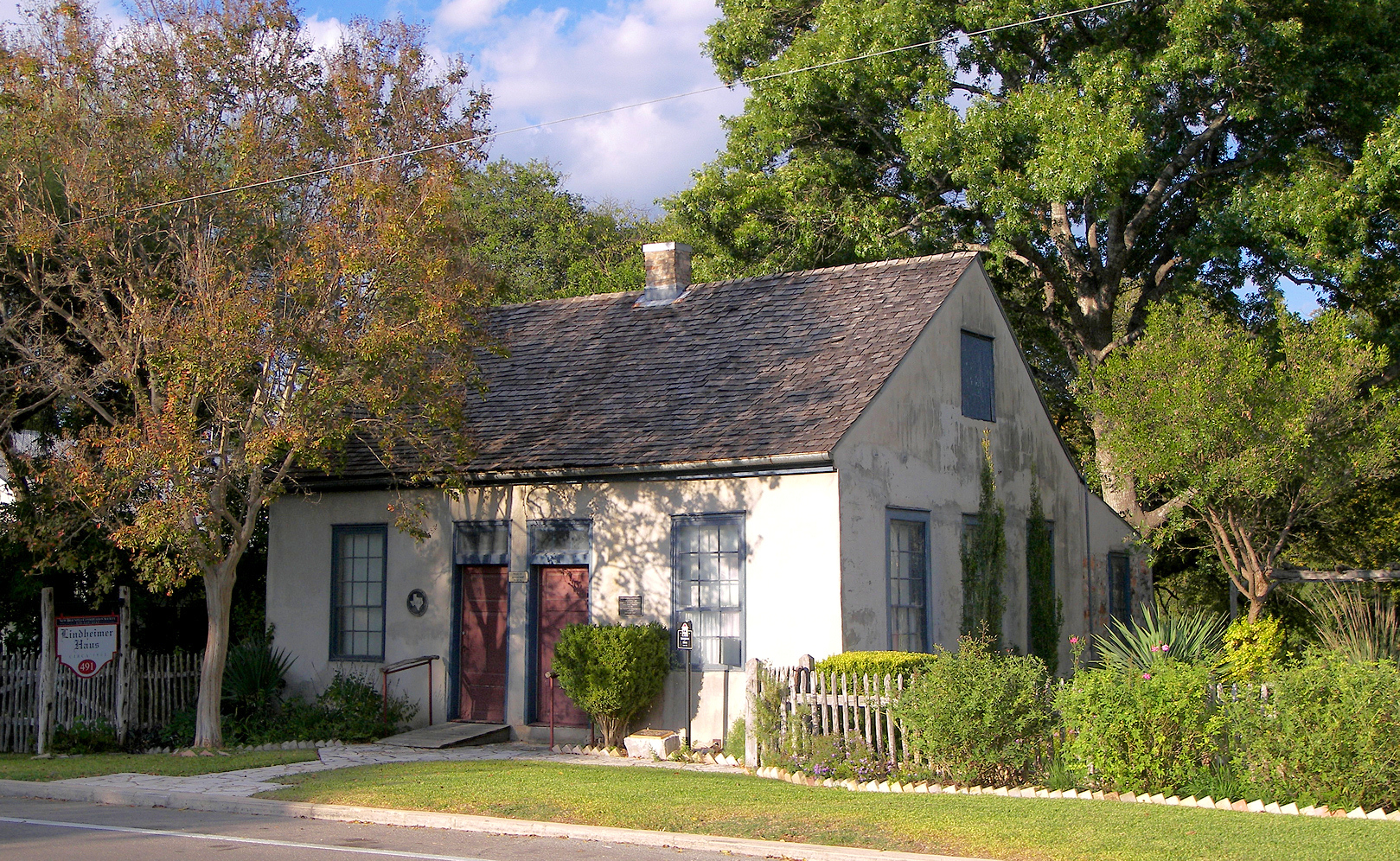
Lindheimer House, gelistet im NRHP mit der Nr. 70000744

## Gruene
Gruene ist heute ein zum Historic District ernannter Stadtteil von New Braunfels. Ursprünglich war Gruene ein von den Söhnen der deutschen Siedler Ernst und Antoinette Gruene gegründetes Dorf. Neben einer Reihe von historischen Gebäuden befindet sich in diesem Stadtteil auch die 1878 erbaute Gruene Hall, in der im Laufe der Zeit eine Vielzahl von bekannten Musikern auftraten und die als die „älteste noch genutzte Tanzhalle in Texas“ bezeichnet wird.

## Geographie
Die geographische Lage von New Braunfels beträgt 29°42'6" Nord, 98°7'25" West (29.702, −98.124). Durch die Stadt fließt der breite Fluss Guadalupe, der ein paar Countys weiter nordwestlich im Kerr County entspringt und in den Golf von Mexiko mündet. Der Ort ist Teil der Metropolitan Statistical Area San Antonio – New Braunfels (Greater San Antonio).

## Demographie
Gemäß der Volkszählung von 2000
- betrug die Bevölkerungszahl 36.494 Einwohner
- gab es 13.558 Haushalte, davon
  - hatten 33,4 % Kinder unter 18 Jahren
  - lebten 55,4 % verheiratet
  - hatten 11,5 % einen weiblichen Haushaltsvorstand und keinen Ehemann
  - waren 29,2 % keine Familien.
  - lebten in 24,8 % alleinstehend
  - lebten 12,0 % mit jemandem über 64 Jahren zusammen.
- betrug die durchschnittliche Haushaltsgröße 2,6 Personen, die durchschnittliche Familiengröße 3,11 Personen.
- gab es 9.599 Familien
- betrug die Bevölkerungsdichte 481,7 Einw./km²
- wohnten in New Braunfels
  - 84,3 % Weiße (davon 34,52 % Hispanics oder Latinos)
  - 1,37 % Afroamerikaner
  - 0,58 % Asiaten
  - 0,55 % Ureinwohner
  - 0,03 % Pazifik-Insulaner
  - 10,93 % Angehörige einer anderen Ethnie
  - 2,24 % Angehörige zweier oder mehr Ethnien
- sah die Bevölkerungspyramide so aus:
  - 25,7 % waren unter 18
  - 8,5 % zwischen 18 und 24
  - 28,4 % zwischen 25 und 44
  - 20,6 % zwischen 45 und 64
  - und 16,9 % über 65 Jahre alt
- betrug das Durchschnittsalter 36 Jahre
- kamen auf 100 Frauen 91,9 Männer
- betrug das Durchschnittseinkommen eines Haushalts der Stadt 40.078 $, das einer Familie 46.726 $, das eines Mannes 31.140 $ und das einer Frau 23.235 $.
- lebten 10,9 % der Bevölkerung, 9,0 % der Familien, 14,9 % der Kinder und Jugendlichen und 9,7 % der über 64-Jährigen unterhalb der Armutsgrenze.

## Kultur
Jeden November findet anlässlich der deutschen Wurzeln das sogenannte Wurstfest statt. In New Braunfels ist einer der berühmtesten US-amerikanischen Wasserparks, das Schlitterbahn WaterPark Resort.
Hier spielt der Film Small Soldiers. Der Film Schultze gets the blues von 2004 enthält auch einige Szenen aus New Braunfels.

## Medien
New Braunfels ist der Sitz von KNBT 92.1, einem überregional bekannten Americana-Radiosender.

## Persönlichkeiten

### Hier geboren
- Bob Krueger (1935–2022), Politiker und Diplomat
- Virgil Craig Jordan (1947–2024), britisch-US-amerikanischer Pharmakologe, Professor für Onkologie

### Mit Bezug zu New Braunfels
- Ferdinand Lindheimer (1801–1879), deutsch-amerikanischer Botaniker, Journalist und Zeitungsverleger, lebte und starb in New Braunfels
- Charles Moss Duke (* 1935), Astronaut, der zehnte Mensch, der den Mond betrat; lebt in New Braunfels
- Lance Berkman (* 1976), Baseballspieler in der Major League, besuchte die Canyon High School in New Braunfels
- Kliff Kingsbury (* 1979), American-Football-Spieler und -Trainer, besuchte die New Braunfels High School, an der sein Vater Headcoach war

## Städtepartnerschaften
Braunfels, Lahn-Dill-Kreis in Hessen